# الفائزون بميداليات أولمبية
تتضمن هذه المقالة قوائم جميع الفائزون بميداليات أولمبية منذ عام 1896، مرتبة حسب الدورة الأولمبية أو الرياضة.

## حسب الرياضة

### الألعاب الأولمبية الصيفية
| التدريب                               | التنافس                                            | عدد   | عدد   | الميداليات المقدمة | الميداليات المقدمة | الميداليات المقدمة | الميداليات المقدمة | الرياضيون الحائزون على أكبر عدد من الميداليات (ذهب - فضة - برونز) | الفائزون بأكبر عدد من الميداليات الذهبية |
| التدريب                               | التنافس                                            | النسخ | الحدث | 1                  | الثاني             | الثالث             | Total              | الرياضيون الحائزون على أكبر عدد من الميداليات (ذهب - فضة - برونز) | الفائزون بأكبر عدد من الميداليات الذهبية |
| ------------------------------------- | -------------------------------------------------- | ----- | ----- | ------------------ | ------------------ | ------------------ | ------------------ | --- | --- |
| الرماية                               | 1900–1908; 1920; منذ 1972                          | 15    | 4     | 58                 | 57                 | 48                 | 163                | هوبرت فان اإينيس (بلجيكا) (6–3–0) | هوبرت فان اإينيس (بلجيكا) (6–3–0) |
| ألعاب قوى (الرجال، سيدات)             | منذ 1896                                           | 27    | 47    | 886                | 891                | 885                | 2662               | بآفو نورمي (فنلندا) (9–3–0) | بآفو نورمي (فنلندا) (9–3–0) · كارل لويس (الولايات المتحدة) (9–1–0) |
| الريشة الطائرة                        | منذ 1992                                           | 6     | 5     | 24                 | 24                 | 28                 | 76                 | غاو لينغ (الصين) (2–1–1) | غاو لينغ (الصين) (2–1–1) · كيم دونغ-مون (كوريا الجنوبية) (2–0–1) · Lin دان (الصين) (2–0–0) · غي في (الصين) (2–0–0) · غو جون (الصين) (2–0–0) · زهانغ جون (الصين) (2–0–0) · زهانغ نينغ (الصين) (2–0–0) · Zhao Yunlei (الصين) (2–0–0)                             |
| كرة السلة                             | منذ 1936                                           | 19    | 2     | 26                 | 26                 | 26                 | 78                 | تيريزا إدواردز (الولايات المتحدة) (4–0–1) | تيريزا إدواردز (الولايات المتحدة) (4–0–1) · ليزا ليزلي (الولايات المتحدة) (4–0–0) |
| الملاكمة                              | 1904; 1908; منذ 1920                               | 24    | 13    | 226                | 226                | 389                | 841                | لازلو باب (المجر) (3–0–0) · فيليكس سافون (كوبا) (3–0–0) · تيوفيلو ستيفنسون (كوبا) (3–0–0) · بوريس لاجوتين (الاتحاد السوفيتي) (2–0–1) · أوليغ سيتوف (روسيا) (2–0–1) · زو شيمنغ (الصين) (2–0–1) · زبيغنييف بيتشسكوفكي (بولندا) (0–1–2) · روبرتو كماريللي (إيطاليا) (1–1–1) · آرنولد فاندرليدي (هولندا) (0–0–3) | لازلو باب (المجر) (3–0–0) · فيليكس سافون (كوبا) (3–0–0) · تيوفيلو ستيفنسون (كوبا) (3–0–0) |
| كانو-كاياك and Kayaking (رجال، سيدات) | منذ 1936                                           | 18    | 16    | 194                | 194                | 194                | 582                | لاريسا لاتينينا (ألمانيا) (8–4–0) | لاريسا لاتينينا (ألمانيا) (8–4–0) |
| ركوب الدراجات (رجال)، سيدات           | منذ 1896                                           | 27    | 18    | 206                | 206                | 202                | 614                | برادلي ويغينز (بريطانيا العظمى) (4–1–2) · كريس هوي (بريطانيا العظمى) (6–1–0) | كريس هوي (بريطانيا العظمى) (6–1–0) |
| ، الغطس                               | منذ 1904                                           | 25    | 8     | 106                | 106                | 108                | 320                | ديمتري سوتين (روسيا) (2–2–4) | غوه جينغ جينغ (الصين) (4–2–0) · وو مينشيا (الصين) (4–1–1) · فو مينغ شيا (الصين) (4–1–0) · غريغ لوغانيس (الولايات المتحدة) (4–1–0) · تشن رولين (الصين) (4–0–0) · بات ماكورميك (الولايات المتحدة) (4–0–0)                                                        |
| الفروسية                              | 1900; منذ 1912                                     | 24    | 6     | 135                | 133                | 133                | 401                | أنكي فان غرونسفين (هولندا) (3–5–1) | راينر كليميك (ألمانيا الغربية) (6–0–2) |
| مبارزة سيف الشيش (رجال، سيدات)        | منذ 1896                                           | 27    | 10    | 191                | 191                | 190                | 572                | إدواردو مانجاروتي (إيطاليا) (6–5–2) | ألادار غيريفيتش (المجر) (7–1–2) |
| Field hockey                          | 1908; 1920; منذ 1928                               | 22    | 2     | 29                 | 29                 | 28                 | 86                 | ليزلي كلاوديوس (الهند) (3–1–0) · Udham Singh (الهند) (3–1–0) · لوسيانا أيمار (الأرجنتين) (0–2–2) | ليزلي كلاوديوس (الهند) (3–1–0) · Udham Singh (الهند) (3–1–0) · Richard Allen (الهند) (3–0–0 · ديان تشاند (الهند) (3–0–0) · رانغاناثان فرانسيس (الهند) (3–0–0) · راندير سينغ جنتل (الهند) (3–0–0) · ريتشل هوكس (أستراليا) (3–0–0) · بالبير سينغ (الهند) (3–0–0) |
| Football                              | 1900–1928; منذ 1936                                | 25    | 2     | 28                 | 28                 | 29                 | 85                 | كريستي رامبوني (الولايات المتحدة) (3–1–0) · | كريستي رامبوني (الولايات المتحدة) (3–1–0) · هيثر ميتس (الولايات المتحدة) (3–0–0) · شانون بوكس (الولايات المتحدة) (3–0–0) · هيثر أورايلي (الولايات المتحدة) (3–0–0)                                                                                             |
| Golf                                  | 1900–1904, منذ 2016                                | 3     | 2     | 4                  | 4                  | 5                  | 13                 | تشارلز ساندز (الولايات المتحدة) (1-0) · جورج ليون ‏ (كندا) (1-0) · مارغريت أبوت (الولايات المتحدة) (1-0) | تشارلز ساندز (الولايات المتحدة) (1-0) · جورج ليون ‏ (كندا) (1-0) · مارغريت أبوت (الولايات المتحدة) (1-0) |
| جمباز (men، women)                    | منذ 1896                                           | 27    | 18    | 330                | 312                | 314                | 956                | لاريسا لاتينينا (الاتحاد السوفيتي) (9–5–4) | لاريسا لاتينينا (الاتحاد السوفيتي) (9–5–4) |
| كرة اليد (men، women)                 | 1936; منذ 1972                                     | 12    | 2     | 20                 | 20                 | 20                 | 60                 | أندريه لافروف (روسيا) (3–0–1) · Oh Seong-Ok (كوريا الجنوبية) (1–2–1) | أندريه لافروف (روسيا) (3–0–1) |
| Judo                                  | 1964; منذ 1972                                     | 12    | 14    | 109                | 108                | 218                | 435                | ريوكو تاني (اليابان) (2–2–1) | تاداهيرو نومورا (اليابان) (3–0–0) |
| Modern pentathlon                     | منذ 1912                                           | 23    | 2     | 36                 | 36                 | 36                 | 108                | Pavel Lednyov (الاتحاد السوفيتي) (2–2–3) | أندراش بالتسو (المجر) (3–2–0) |
| تجديف (men، women)                    | منذ 1900                                           | 26    | 14    | 226                | 226                | 216                | 668                | إليسابيتا ليبا (رومانيا) (5–2–1) | إليسابيتا ليبا (رومانيا) (5–2–1) · جورجيتا داميان (رومانيا) (5–0–1) · ستيف ريدغريف (بريطانيا العظمى) (5–0–1) |
| Rugby union                           | 1900; 1908; 1920; 1924; (سباعيات الرجبي from 2016) | 5     | 2     | 4                  | 5                  | 1                  | 10                 | جوزيف هنتر (لاعب اتحاد الرغبي) (الولايات المتحدة) (2-0) · تشارلز لي تيلدن جونيور (الولايات المتحدة) (2-0) · كولبي سلاتر (الولايات المتحدة) (2-0) | جوزيف هنتر (لاعب اتحاد الرغبي) (الولايات المتحدة) (2-0) · تشارلز لي تيلدن جونيور (الولايات المتحدة) (2-0) · كولبي سلاتر (الولايات المتحدة) (2-0) |
| Sailing                               | 1900; منذ 1908                                     | 24    | 10    | 165                | 157                | 150                | 472                | بن أينسلي (بريطانيا العظمى) (4–1–0) · Robert Scheidt (البرازيل) (2–2–1) · Torben Grael (البرازيل) (2–1–2) | بن أينسلي (بريطانيا العظمى) (4–1–0) · بول بيرت إلفيستروم (الدنمارك) (4–0–0) |
| Shooting                              | 1896; 1900; 1908–1924; منذ 1932                    | 25    | 15    | 242                | 243                | 242                | 727                | كارل أوسبورن (الولايات المتحدة) (5–4–2) | كارل أوسبورن (الولايات المتحدة) (5–4–2) · ويليس لي (الولايات المتحدة) (5–1–1) · أولي ليلوي أولسن (النرويج) (5–1–0) · ألفريد لين (الولايات المتحدة) (5–0–1) |
| Swimming (men، women)                 | منذ 1896                                           | 27    | 34    | 490                | 486                | 491                | 1467               | مايكل فيلبس (الولايات المتحدة) (18-2–2) | مايكل فيلبس (الولايات المتحدة) (18-2–2) |
| Synchronized swimming                 | منذ 1984                                           | 8     | 2     | 14                 | 12                 | 13                 | 39                 | أناستاسيا دافيدوفا (روسيا) (5–0–0) · Miya Tachibana (اليابان) (0–4–1) · Miho Takeda (اليابان) (0–4–1) | أناستاسيا دافيدوفا (روسيا) (5–0–0) |
| Table tennis                          | منذ 1988                                           | 7     | 4     | 24                 | 24                 | 28                 | 76                 | وانغ نان (الصين) (4–1–0) · وانج هاو (الصين) (2–3–0) | وانغ نان (الصين) (4–1–0) · دينغ يابينغ (الصين) (4–0–0) · تشانغ يى نينغ (الصين) (4–0–0) |
| Taekwondo                             | منذ 2000                                           | 4     | 8     | 24                 | 24                 | 32                 | 80                 | ستيفن لوبيز (الولايات المتحدة) (2–0–1) · Hadi Saei (إيران) (2–0–1) | ستيفن لوبيز (الولايات المتحدة) (2–0–1) · Hadi Saei (إيران) (2–0–1) · تشن تشونغ (الصين) (2–0–0) · Wu Jingyu (الصين) (2–0–0) |
| Tennis                                | 1896–1924; منذ 1988                                | 14    | 5     | 56                 | 56                 | 71                 | 183                | كاثلين مكين جودفري (بريطانيا العظمى) (1–2–2) | فينوس ويليامز (الولايات المتحدة) (4–0–0) · سيرينا ويليامز (الولايات المتحدة) (4–0–0) |
| Triathlon                             | منذ 2000                                           | 4     | 2     | 6                  | 6                  | 6                  | 18                 | سيمون ويتفيلد (كندا) (1–1–0) · Bevan Docherty (نيوزيلندا) (0–1–1) | 8 athletes with one gold medal, the most successful: · سيمون ويتفيلد (كندا) (1–1–0) |
| Volleyball                            | منذ 1964                                           | 13    | 4     | 32                 | 32                 | 32                 | 96                 | آنا فرنانديس (كوبا) (3–0–1) · Inna Ryskal (الاتحاد السوفيتي) (2–2–0) · سيرغي تيتيوخين (روسيا) (1–1–2) | آنا فرنانديس (كوبا) (3–0–1) · ريغلا بيل (كوبا) (3–0–0) · مارلينيس كوستا (كوبا) (3–0–0) · ميريا لويس (كوبا) (3–0–0) · ريغلا توريس (كوبا) (3–0–0) · ميستي ماي ترينور (الولايات المتحدة) (3–0–0) · كيري والش (الولايات المتحدة) (3–0–0)                           |
| Water polo                            | 1900; منذ 1908                                     | 25    | 2     | 28                 | 28                 | 29                 | 85                 | ديجو جارماتي (المجر) (3–1–1) | 11 athletes with 3 gold medals, the most successful: · ديجو جارماتي (المجر) (3–1–1) |
| Weightlifting                         | 1896; 1904; منذ 1920                               | 24    | 15    | 185                | 181                | 182                | 548                | بيروس ديماس (اليونان) (3–0–1) · Ronny Weller (ألمانيا) (1–2–1) · Nikolaj Pešalov (بلغاريا في الألعاب الأولمبية، كرواتيا في الألعاب الأولمبية) (1–1–2) · Norbert Schemansky (الولايات المتحدة) (1–1–2) | بيروس ديماس (اليونان) (3–0–1) · كاخي كاخياشفيلي (اليونان) (3–0–0) · خليل موتلو (تركيا) (3–0–0) · نعيم سليمان أوغلو (تركيا) (3–0–0) |
| مصارعة (freestyle، Greco-Roman)       | 1896; منذ 1904                                     | 26    | 18    | 373                | 375                | 392                | 1140               | فيلفريد ديتريش ‏ (ألمانيا الغربية) (1–2–2) | ألكسندر كاريلين (روسيا) (3–1–0) · ايفار يوهانسون (السويد) (3–0–0) · ألكسندر ميدفيد (الاتحاد السوفيتي) (3–0–0) · بوفايسار سايتيف (روسيا) (3–0–0) · ارتور تايمازوف (أوزبكستان) (3–1–0) · كارل ويسترغرين (السويد) (3–0–0)                                         |

### الألعاب الأولمبية الشتوية
| التدريب | التدريب                   | المنافسة                                 | عدد       | عدد                  | الميداليات المقدمة | الميداليات المقدمة | الميداليات المقدمة | الميداليات المقدمة | الرياضيون الحائزون على أكبر عدد من الميداليات (ذهب - فضة - برونز) | الفائزون بأكبر عدد من الميداليات الذهبية |
| التدريب | التدريب                   | المنافسة                                 | Olympiads | medal events in 2010 | Gold               | Silver             | Bronze             | Total              | الرياضيون الحائزون على أكبر عدد من الميداليات (ذهب - فضة - برونز) | الفائزون بأكبر عدد من الميداليات الذهبية |
| ------- | ------------------------- | ---------------------------------------- | --------- | -------------------- | ------------------ | ------------------ | ------------------ | ------------------ | --- | --- |
|         | Alpine skiing             | Since 1936                               | 16        | 10                   | 132                | 135                | 130                | 397                | تشيتيل أندريه أوموت (النرويج) (4–2–2) | تشيتيل أندريه أوموت (النرويج) (4–2–2) · يانيتسا كوستيليتش (كرواتيا) (4–2–0) |
|         | Biathlon                  | Since 1960                               | 13        | 10                   | 53                 | 53                 | 53                 | 159                | أولي أينار بيورندالين (النرويج) (6–4–1) | أولي أينار بيورندالين (النرويج) (6–4–1) |
|         | Bobsleigh                 | 1924–1956; since 1964                    | 20        | 3                    | 39                 | 37                 | 39                 | 115                | Bogdan Musiol (ألمانيا الشرقية) (1–5–1) | كيفن كوسكي (ألمانيا) (4–1–0) · أندريه لانج (ألمانيا) (4–1–0) |
|         | Cross-country skiing      | Since 1924                               | 20        | 12                   | 134                | 132                | 133                | 399                | بيورن ديلي (النرويج) (8–4–0) | بيورن ديلي (النرويج) (8–4–0) |
|         | Curling                   | 1924; since 1998                         | 4         | 2                    | 7                  | 7                  | 7                  | 21                 | Anna Le Moine (السويد) (2–0–0) · Cathrine Lindahl (السويد) (2–0–0) · إيفا لوند (السويد) (2–0–0) · Anette Norberg (السويد) (2–0–0) · كيفن مارتن (كندا) (1–1–0) · Torger Nergård (النرويج) (1–1–0) · ميريام أوت (سويسرا) (0–2–0) | Anna Le Moine (السويد) (2–0–0) · Cathrine Lindahl (السويد) (2–0–0) · إيفا لوند (السويد) (2–0–0) · Anette Norberg (السويد) (2–0–0) |
|         | Figure skating            | Summer: 1908; 1920 Winter: since 1924[A] | 22        | 4                    | 77                 | 75                 | 76                 | 228                | ييليس غرافستروم (السويد) (3–1–0) | ييليس غرافستروم (السويد) (3–1–0) · سونيا هيني (النرويج) (3–0–0) · إيرينا رودنينا (الاتحاد السوفيتي) (3–0–0) |
|         | Freestyle skiing          | Since 1992                               | 5         | 6                    | 18                 | 18                 | 18                 | 54                 | Kari Traa (النرويج) (1–1–1) | 24 athletes with one gold medal each with most successful: · Kari Traa (النرويج) (1–1–1) |
|         | Ice hockey                | Summer: 1920 Winter: since 1924[B]       | 21        | 2                    | 24                 | 24                 | 24                 | 72                 | 12 athletes with 4 medals each with most successful: · جينيفر بوتيريل (كندا) (3–1–0) · جينا هيفورد (كندا) (3–1–0) · بيكي كيلار (كندا) (3–1–0) · فلاديسلاف تريتياك (الاتحاد السوفيتي) (3–1–0) · هايلي ويكينهايزر (كندا) (3–1–0) | 14 athletes with 3 gold medals each with most successful: · جينيفر بوتيريل (كندا) (3–1–0) · جينا هيفورد (كندا) (3–1–0) · بيكي كيلار (كندا) (3–1–0) · فلاديسلاف تريتياك (الاتحاد السوفيتي) (3–1–0) · هايلي ويكينهايزر (كندا) (3–1–0)                                                          |
|         | Luge                      | Since 1964                               | 12        | 3                    | 37                 | 35                 | 36                 | 108                | غيورغ هاكل (ألمانيا) (3–2–0) · Armin Zöggeler (إيطاليا) (2–1–2) | غيورغ هاكل (ألمانيا) (3–2–0) |
|         | Nordic combined           | Since 1924                               | 20        | 3                    | 28                 | 28                 | 28                 | 84                 | فيليكس غوتوالد (النمسا) (3–1–3) | سامبا لايونين (فنلندا) (3–2–0) · فيليكس غوتوالد (النمسا) (3–1–3) · يوهان غروتومسبروتن (النرويج) (3–1–2) · ثورليف هوغ (النرويج) (3–0–0) · أولريش فيلينغ (ألمانيا الشرقية) (3–0–0) |
|         | Short track speed skating | Since 1992                               | 5         | 8                    | 32                 | 32                 | 32                 | 96                 | Apolo Anton Ohno (الولايات المتحدة) (2–2–4) | وانغ منغ (الصين) (4–1–1) · تشن إي كينغ (كوريا الجنوبية) (4–0–1) |
|         | Skeleton                  | 1924; 1948; Since 2002                   | 4         | 2                    | 6                  | 6                  | 6                  | 18                 | جون هيتون (الولايات المتحدة) (0–2–0) · Gregor Stähli (سويسرا) (0–0–2) | Nino Bibbia (إيطاليا) (1–0–0) · تريستان غيل (الولايات المتحدة) (1–0–0) · داف جيبسون (كندا) (1–0–0) · Jennison Heaton (الولايات المتحدة) (1–0–0) · جون مونتغومري (كندا) (1–0–0) · Maya Pedersen (سويسرا) (1–0–0) · جيمي شي (الولايات المتحدة) (1–0–0) · ايمي وليامز (بريطانيا العظمى) (1–0–0) |
|         | Ski jumping               | Since 1924                               | 20        | 3                    | 38                 | 39                 | 37                 | 114                | ماتي نوكانن (فنلندا) (4–1–0) | ماتي نوكانن (فنلندا) (4–1–0) · سيمون أمان (سويسرا) (4–0–0) |
|         | Snowboarding              | Since 1998                               | 3         | 6                    | 14                 | 14                 | 14                 | 42                 | Philipp Schoch (سويسرا) (2–0–0) · Seth Wescott (الولايات المتحدة) (2–0–0) · شون وايت (الولايات المتحدة) (2–0–0) · كارين روبي (فرنسا) (1–1–0) · روس باورز (الولايات المتحدة) (1–0–1) · داني كاس (الولايات المتحدة) (0–2–0)      | Philipp Schoch (سويسرا) (2–0–0) · Seth Wescott (الولايات المتحدة) (2–0–0) · شون وايت (الولايات المتحدة) (2–0–0) |
|         | Speed skating             | Since 1924                               | 20        | 12                   | 152                | 155                | 148                | 455                | كلاوديا بيخشستاين (ألمانيا) (5–2–2) | ليديا سكوبليكوفا (الاتحاد السوفيتي) (6–0–0) |

^A. Figure skating was held at the 1908 and 1920 Summer Olympic games prior to the establishment of the Winter Olympics. 21 medals (seven of each color) were awarded in seven events.

^B. A men's ice hockey tournament was held at the 1920 Summer Olympics, and then added as a Winter Olympics event. Three medals were awarded.

## حسب الأولمبياد

### الألعاب الأولمبية الصيفية
| الألعاب                           | الميدالية | الميدالية                                     | المستضيف                                        | Number of medal events | الميداليات المقدمة | الميداليات المقدمة | الميداليات المقدمة | الميداليات المقدمة | الرياضيون الفائزون بأكبر عدد من الميداليات (ذهب - فضة - برونز) | الفائزون بأكبر عدد من الميداليات الذهبية |
| الألعاب                           | الميدالية | الميدالية                                     | المستضيف                                        | Number of medal events | ذهب                | فضة                | برونز              | المجموع            | الرياضيون الفائزون بأكبر عدد من الميداليات (ذهب - فضة - برونز) | الفائزون بأكبر عدد من الميداليات الذهبية |
| --------------------------------- | --------- | --------------------------------------------- | ----------------------------------------------- | ---------------------- | ------------------ | ------------------ | ------------------ | ------------------ | --- | --- |
| ألعاب أولمبية صيفية 1896          | winners   | قائمة ميداليات الألعاب الأولمبية الصيفية 1896 | أثينا، مملكة اليونان                            | 43                     | 43                 | 43                 | 36                 | 122                | هيرمان فاينغارتنر (ألمانيا) (3–2–1) | كارل شومان (ألمانيا) (4–0–0) |
| ألعاب أولمبية صيفية 1900          | winners   | قائمة ميداليات الألعاب الأولمبية الصيفية 1900 | باريس، الجمهورية الفرنسية الثالثة               | 95                     | 90                 | 90                 | 88                 | 268                | إرفينغ باكستر (الولايات المتحدة) (2–3–0) · والتر توكسبوري (الولايات المتحدة) (2–2–1) | ألفين كرانزلاين (الولايات المتحدة) (4–0–0) |
| ألعاب أولمبية صيفية 1904          | winners   | قائمة ميداليات الألعاب الأولمبية الصيفية 1904 | سانت لويس، ميزوري، الولايات المتحدة             | 91                     | 96                 | 92                 | 92                 | 280                | أنطون هيدا (الولايات المتحدة) (5–1–0) · جورج إيسر (الولايات المتحدة) (3–2–1) · بورتون داونينج (الولايات المتحدة) (2–3–1) | أنطون هيدا (الولايات المتحدة) (5–1–0) |
| ألعاب أولمبية صيفية 1908          | winners   | قائمة ميداليات الألعاب الأولمبية الصيفية 1908 | لندن، المملكة المتحدة لبريطانيا العظمى وإيرلندا | 110                    | 110                | 107                | 106                | 323                | ميل شيبارد (الولايات المتحدة) (3–0–0) · هنري تايلور (بريطانيا العظمى) (3–0–0) · بنجامين جونز (دراج) (بريطانيا العظمى) (2–1–0) · أوسكار سفان (السويد) (2–0–1) · مارتن شيريدان (الولايات المتحدة) (2–0–1) · ميجور ريتشي (بريطانيا العظمى) (1–1–1) · Ted Ranken (بريطانيا العظمى) (0–3–0) | ميل شيبارد (الولايات المتحدة) (3–0–0) · هنري تايلور (بريطانيا العظمى) (3–0–0) |
| ألعاب أولمبية صيفية 1912          | winners   | قائمة ميداليات الألعاب الأولمبية الصيفية 1912 | ستوكهولم، السويد                                | 102                    | 103                | 104                | 103                | 310                | فيلهلم كارلسبرغ (السويد) (3–2–0) | فيلهلم كارلسبرغ (السويد) (3–2–0) · هانس كولهماينن (فنلندا) (3–1–0) · ألفريد لين (الولايات المتحدة) (3–0–0) |
| ألعاب أولمبية صيفية 1920          | winners   | قائمة ميداليات الألعاب الأولمبية الصيفية 1920 | أنتويرب، بلجيكا                                 | 154                    | 156                | 145                | 135                | 436                | ويليس لي (الولايات المتحدة) (5–1–1) · لويد سبونر (الولايات المتحدة) (4–1–2) | ويليس لي (الولايات المتحدة) (5–1–1) · نيدو نادي (إيطاليا) (5–0–0) |
| ألعاب أولمبية صيفية 1924          | winners   | قائمة ميداليات الألعاب الأولمبية الصيفية 1924 | Paris, France                                   | 126                    | 126                | 127                | 125                | 378                | فيلي ريتولا (فنلندا) (4–2–0) | بآفو نورمي (فنلندا) (5–0–0) |
| ألعاب أولمبية صيفية 1928          | winners   | قائمة ميداليات الألعاب الأولمبية الصيفية 1928 | أمستردام، هولندا                                | 109                    | 111                | 109                | 110                | 330                | جورج مييز (سويسرا) (3–1–0) · Hermann Hänggi (سويسرا) (2–1–1) | جورج مييز (سويسرا) (3–1–0) |
| ألعاب أولمبية صيفية 1932          | winners   | قائمة ميداليات الألعاب الأولمبية الصيفية 1932 | لوس أنجلوس, United States                       | 117                    | 116                | 116                | 114                | 346                | István Pelle (المجر) (2–2–0) · جوليو غاوديني (إيطاليا) 0–3–1) · Heikki Savolainen (فنلندا) (0–1–3) | هيلين ماديسون (الولايات المتحدة) (3–0–0) · روميو نيري (إيطاليا) (3–0–0) |
| ألعاب أولمبية صيفية 1936          | winners   | قائمة ميداليات الألعاب الأولمبية الصيفية 1936 | برلين، ألمانيا النازية                          | 129                    | 130                | 128                | 122                | 380                | كونراد فراي (ألمانيا) (3–1–2) | جيسي أوينز (الولايات المتحدة) (4–0–0) |
| ألعاب أولمبية صيفية 1948          | winners   | قائمة ميداليات الألعاب الأولمبية الصيفية 1948 | London, United Kingdom                          | 136                    | 138                | 135                | 138                | 411                | فيكو هوتانن (فنلندا) (3–1–1) | فاني بلانكيرس كوين (هولندا) (4–0–0) |
| ألعاب أولمبية صيفية 1952          | winners   | قائمة ميداليات الألعاب الأولمبية الصيفية 1952 | هلسنكي، فنلندا                                  | 149                    | 149                | 152                | 158                | 459                | Maria Gorokhovskaya (الاتحاد السوفيتي) (2–5–0) | فيكتور تشوكارين (الاتحاد السوفيتي) (4–2–0) |
| ألعاب أولمبية صيفية 1956          | winners   | قائمة ميداليات الألعاب الأولمبية الصيفية 1956 | ملبورن، أستراليا Stockholm, Sweden[C]           | 145                    | 153                | 153                | 163                | 469                | أغنس كيليتي (المجر) (4–2–0) · لاريسا لاتينينا (الاتحاد السوفيتي) (4–1–1) | أغنس كيليتي (المجر) (4–2–0) · لاريسا لاتينينا (الاتحاد السوفيتي) (4–1–1) |
| ألعاب أولمبية صيفية 1960          | winners   | قائمة ميداليات الألعاب الأولمبية الصيفية 1960 | روما، إيطاليا                                   | 150                    | 152                | 149                | 160                | 461                | بوريس شاخلين (الاتحاد السوفيتي) (4–2–1) | بوريس شاخلين (الاتحاد السوفيتي) (4–2–1) |
| ألعاب أولمبية صيفية 1964          | winners   | قائمة ميداليات الألعاب الأولمبية الصيفية 1964 | طوكيو، اليابان                                  | 163                    | 163                | 167                | 174                | 504                | لاريسا لاتينينا (الاتحاد السوفيتي) (2–2–2) | دون شولاندير (الولايات المتحدة) (4–0–0) |
| ألعاب أولمبية صيفية 1968          | winners   | قائمة ميداليات الألعاب الأولمبية الصيفية 1968 | مدينة مكسيكو، المكسيك                           | 172                    | 174                | 170                | 183                | 527                | ميخائيل فورونين (الاتحاد السوفيتي) (2–4–1) | فيرا تشاسلافسكا (تشيكوسلوفاكيا) (4–2–0) · أكينوري ناكاياما (اليابان) (4–1–1) |
| ألعاب أولمبية صيفية 1972          | winners   | قائمة ميداليات الألعاب الأولمبية الصيفية 1972 | ميونخ، ألمانيا الغربية                          | 195                    | 195                | 195                | 210                | 600                | مارك سبيتز (الولايات المتحدة) (7–0–0) | مارك سبيتز (الولايات المتحدة) (7–0–0) |
| ألعاب أولمبية صيفية 1976          | winners   | قائمة ميداليات الألعاب الأولمبية الصيفية 1976 | مونتريال، كندا                                  | 198                    | 198                | 199                | 216                | 613                | نيكولاي أندريانوف (الاتحاد السوفيتي) (4–2–1) | نيكولاي أندريانوف (الاتحاد السوفيتي) (4–2–1) · كورنيليا إندر (ألمانيا الشرقية) (4–1–0) · جون نابر (الولايات المتحدة) (4–1–0) |
| ألعاب أولمبية صيفية 1980          | winners   | قائمة ميداليات الألعاب الأولمبية الصيفية 1980 | موسكو، الاتحاد السوفيتي                         | 203                    | 204                | 204                | 223                | 631                | ألكسندر ديتياتين (الاتحاد السوفيتي) (3–4–1) | ألكسندر ديتياتين (الاتحاد السوفيتي) (3–4–1) · كارن ميتستشوك (ألمانيا الشرقية) (3–1–0) · باربرا كراوس (ألمانيا الشرقية) (3–0–0) · أولادزيمير بارفيانوفيتش (الاتحاد السوفيتي) (3–0–0) · ريكا راينيش (ألمانيا الشرقية) (3–0–0) · فلاديمير سالنيكوف (الاتحاد السوفيتي) (3–0–0) |
| ألعاب أولمبية صيفية 1984          | winners   | قائمة ميداليات الألعاب الأولمبية الصيفية 1984 | Los Angeles, United States                      | 221                    | 225                | 218                | 242                | 685                | لي نينغ (الصين) (3–2–1) | كاترينا سابو (رومانيا) (4–1–0) · كارل لويس (الولايات المتحدة) (4–0–0) |
| ألعاب أولمبية صيفية 1988          | winners   | قائمة ميداليات الألعاب الأولمبية الصيفية 1988 | سيئول، كوريا الجنوبية                           | 237                    | 241                | 234                | 264                | 739                | مات بيوندي (الولايات المتحدة) (5–1–1) | كريستين أوتو (ألمانيا الشرقية) (6–0–0) |
| ألعاب أولمبية صيفية 1992          | winners   | قائمة ميداليات الألعاب الأولمبية الصيفية 1992 | برشلونة، إسبانيا                                | 257                    | 260                | 257                | 298                | 815                | فيتالي شيربو (الفريق الموحد) (6–0–0) | فيتالي شيربو (الفريق الموحد) (6–0–0) |
| ألعاب الأولمبياد الصيفية 1996     | winners   | قائمة ميداليات الألعاب الأولمبية الصيفية 1996 | أتلانتا، جورجيا, United States                  | 271                    | 271                | 273                | 298                | 842                | أليكسي نيموف (روسيا) (2–1–3) | أمي فان دايكن (الولايات المتحدة) (4–0–0) |
| ألعاب الأولمبياد الصيفية سنة 2000 | winners   | قائمة ميداليات الألعاب الأولمبية الصيفية 2000 | سيدني, Australia                                | 300                    | 297                | 299                | 325                | 921                | أليكسي نيموف (روسيا) (2–1–3) | إيان ثورب (أستراليا) (3–2–0) · إينغه دي بروين (هولندا) (3–1–0) · ليونتين فان مورسل (هولندا) (3–1–0) · جيني تومبسون (الولايات المتحدة) (3–0–1) · ليني كرايزلبرغ (الولايات المتحدة) (3–0–0)                                                                                  |
| ألعاب الأولمبياد الصيفية سنة 2004 | winners   | قائمة ميداليات الألعاب الأولمبية الصيفية 2004 | Athens, Greece                                  | 301                    | 301                | 301                | 327                | 929                | مايكل فيلبس (الولايات المتحدة) (6–0–2) | مايكل فيلبس (الولايات المتحدة) (6–0–2) |
| ألعاب أولمبية صيفية 2008          | winners   | قائمة ميداليات الألعاب الأولمبية الصيفية 2008 | بكين، الصين                                     | 302                    | 302                | 303                | 353                | 958                | مايكل فيلبس (الولايات المتحدة) (8–0–0) | مايكل فيلبس (الولايات المتحدة) (8–0–0) |
| ألعاب أولمبية صيفية 2012          | winners   | قائمة ميداليات الألعاب الأولمبية الصيفية 2012 | لندن، المملكة المتحدة                           | 302                    | 302                | 304                | 356                | 962                | مايكل فيلبس (الولايات المتحدة) (4–2–0) | مايكل فيلبس (الولايات المتحدة) (4–2–0) · ميسى فرانكلين (الولايات المتحدة) (4–0–1) |

^C. Due to Australian quarantine laws, the الفروسية في الألعاب الأولمبية الصيفية 1956 ‏ were held in ستوكهولم several months before the rest of the 1956 Games in ملبورن.

### الألعاب الأولمبية الشتوية
| الألعاب                  | الميدالية | الميدالية                                             | المستضيف                                         | Number of medal events | الميداليات المقدمة | الميداليات المقدمة | الميداليات المقدمة | الميداليات المقدمة | الرياضيون الفائزون بأكبر عدد من الميداليات (ذهب - فضة - برونز) | الرياضيون الفائزون بأكبر عدد من الذهب |
| الألعاب                  | الميدالية | الميدالية                                             | المستضيف                                         | Number of medal events | ذهب                | فضة                | برونز              | المجموع            | الرياضيون الفائزون بأكبر عدد من الميداليات (ذهب - فضة - برونز) | الرياضيون الفائزون بأكبر عدد من الذهب |
| ------------------------ | --------- | ----------------------------------------------------- | ------------------------------------------------ | ---------------------- | ------------------ | ------------------ | ------------------ | ------------------ | --- | --- |
| ألعاب أولمبية شتوية 1924 | الفائزون  | جدول الميداليات                                       | شاموني، الجمهورية الفرنسية الثالثة               | 16                     | 16                 | 16                 | 17                 | 49                 | كلاس ثونبرغ (فنلندا) (3–1–1) · روالد لارسن (النرويج) (0–2–3) | كلاس ثونبرغ (فنلندا) (3–1–1) · ثورليف هوغ (النرويج) (3–0–0) |
| ألعاب أولمبية شتوية 1928 | الفائزون  | جدول الميداليات                                       | سان موريتز، سويسرا                               | 14                     | 14                 | 12                 | 15                 | 41                 | برنت إيفنسن (النرويج) (1–1–1) | يوهان غروتومسبروتن (النرويج) (2–0–0) · كلاس ثونبرغ (فنلندا) (2–0–0) |
| ألعاب أولمبية شتوية 1932 | winners   | table                                                 | Lake Placid، الولايات المتحدة                    | 14                     | 14                 | 14                 | 14                 | 42                 | Irving Jaffee (الولايات المتحدة) (2–0–0) · Jack Shea (الولايات المتحدة) (2–0–0) · Veli Saarinen (فنلندا) (1–0–1) · ألكسندر هيرد (كندا) (0–1–1) · ويلي لوغان (كندا) (0–0–2) | Irving Jaffee (الولايات المتحدة) (2–0–0) · Jack Shea (الولايات المتحدة) (2–0–0) |
| ألعاب أولمبية شتوية 1936 | winners   | جدول ميداليات دورة الألعاب الأولمبية الشتوية 1936 ‏    | غارميش-بارتنكيرخن، ألمانيا                       | 17                     | 17                 | 17                 | 17                 | 51                 | إيفار بالانغروود (النرويج) (3–1–0) | إيفار بالانغروود (النرويج) (3–1–0) |
| ألعاب أولمبية شتوية 1948 | winners   | جدول ميداليات دورة الألعاب الأولمبية الشتوية 1948 ‏    | سان موريتز، سويسرا                               | 22                     | 22                 | 24                 | 22                 | 68                 | Henri Oreiller (فرنسا) (2–0–1) | Henri Oreiller (فرنسا) (2–0–1) · Martin Lundström (السويد) (2–0–0) |
| ألعاب أولمبية شتوية 1952 | winners   | جدول ميداليات دورة الألعاب الأولمبية الشتوية 1952     | أوسلو، النرويج                                   | 22                     | 22                 | 22                 | 23                 | 67                 | يالمار أندرسين (النرويج) (3–0–0) · ميرل بوخنر (ألمانيا) (0–1–2) | يالمار أندرسين (النرويج) (3–0–0) |
| ألعاب أولمبية شتوية 1956 | winners   | جدول ميداليات دورة الألعاب الأولمبية الشتوية 1956 ‏    | كورتينا دامبيدزو، إيطاليا                        | 24                     | 25                 | 23                 | 24                 | 72                 | سيكستين يرنبرغ (السويد) (1–2–1) | توني سيلر (النمسا) (3–0–0) |
| ألعاب أولمبية شتوية 1960 | winners   | table                                                 | Squaw Valley, United States                      | 27                     | 28                 | 26                 | 27                 | 81                 | فيكو هاكولينن (فنلندا) (1–1–1) | يفغيني غريشين (الاتحاد السوفيتي) (2–0–0) · ليديا سكوبليكوفا (الاتحاد السوفيتي) (2–0–0) |
| ألعاب أولمبية شتوية 1964 | winners   | قائمة ميداليات الألعاب الأولمبية الشتوية 1964 ‏        | إنسبروك، النمسا                                  | 34                     | 34                 | 38                 | 31                 | 103                | ليديا سكوبليكوفا (الاتحاد السوفيتي) (4–0–0) | ليديا سكوبليكوفا (الاتحاد السوفيتي) (4–0–0) |
| ألعاب أولمبية شتوية 1968 | winners   | قائمة ميداليات الألعاب الأولمبية الشتوية 1968         | غرونوبل, France                                  | 35                     | 35                 | 39                 | 32                 | 106                | جان كلود كيلي (فرنسا) (3–0–0) · Toini Gustafsson (السويد) (2–1–0) · ييرو مانتيرانتا (فنلندا) (0–1–2) | جان كلود كيلي (فرنسا) (3–0–0) |
| ألعاب أولمبية شتوية 1972 | winners   | قائمة ميداليات الألعاب الأولمبية الشتوية 1972 ‏        | سابورو، اليابان                                  | 35                     | 36                 | 34                 | 35                 | 105                | غالينا كولاكوفا (الاتحاد السوفيتي) (3–0–0) · آرد شينك (هولندا) (3–0–0) · Vyacheslav Vedenin (الاتحاد السوفيتي) (2–0–1) · Pål Tyldum (النرويج) (1–2–0) · Marjatta Kajosmaa (فنلندا) (0–2–1) · Atje Keulen-Deelstra (هولندا) (0–1–2)                                                                                             | غالينا كولاكوفا (الاتحاد السوفيتي) (3–0–0) · آرد شينك (هولندا) (3–0–0) |
| ألعاب أولمبية شتوية 1976 | winners   | table                                                 | Innsbruck, Austria                               | 37                     | 37                 | 37                 | 37                 | 111                | Tatyana Averina (الاتحاد السوفيتي) (2–0–2) | روسي ميترماير (ألمانيا الغربية) (2–1–0) · رايسا سميتانينا (الاتحاد السوفيتي) (2–1–0) · Tatyana Averina (الاتحاد السوفيتي) (2–0–2) · برنارد غيرميسهاوزن (ألمانيا الشرقية) (2–0–0) · Nikolay Kruglov (الاتحاد السوفيتي) (2–0–0) · ماينهارد نيمر (ألمانيا الشرقية) (2–0–0) |
| ألعاب أولمبية شتوية 1980 | winners   | دورة الألعاب الأولمبية الشتوية 1980 - جدول الميداليات | Lake Placid, United States                       | 38                     | 38                 | 39                 | 38                 | 115                | إريك هايدن (الولايات المتحدة) (5–0–0) | إريك هايدن (الولايات المتحدة) (5–0–0) |
| ألعاب أولمبية شتوية 1984 | winners   | دورة الألعاب الأولمبية الشتوية 1984 - جدول الميداليات | ساراييفو، جمهورية يوغسلافيا الاشتراكية الاتحادية | 39                     | 39                 | 39                 | 39                 | 117                | ماريا ليزا كيرفسنييمي (فنلندا) (3–0–1) · كارين إنكه (ألمانيا الشرقية) (2–2–0) · غونديه سفان (السويد) (2–1–1) | ماريا ليزا كيرفسنييمي (فنلندا) (3–0–1) |
| ألعاب أولمبية شتوية 1988 | winners   | 1988 دورة الألعاب الأولمبية الشتوية جدول الميداليات ‏  | كالغاري، كندا                                    | 46                     | 46                 | 46                 | 46                 | 138                | إيفون فان غينيب (هولندا) (3–0–0) · ماتي نوكانن (فنلندا) (3–0–0) · Tamara Tikhonova (الاتحاد السوفيتي) (2–1–0) · Valery Medvedtsev (الاتحاد السوفيتي) (1–2–0) · Marjo Matikainen (فنلندا) (1–0–2) · كارين إنكه (ألمانيا الشرقية) (0–2–1) · Andrea Ehrig (ألمانيا الشرقية) (0–2–1) · Vladimir Smirnov (الاتحاد السوفيتي) (0–2–1) | إيفون فان غينيب (هولندا) (3–0–0) · ماتي نوكانن (فنلندا) (3–0–0) |
| ألعاب أولمبية شتوية 1992 | winners   | دورة الألعاب الأولمبية الشتوية 1992 - جدول الميداليات | ألبيرفيل, France                                 | 57                     | 57                 | 58                 | 56                 | 171                | ليوبوف يغوروفا (الفريق الموحد) (3–2–0) · يلينا فيالبه (الفريق الموحد) (1–0–4) | ليوبوف يغوروفا (الفريق الموحد) (3–2–0) · بيورن ديلي (النرويج) (3–1–0) · فيغارد أولفانغ (النرويج) (3–1–0) |
| ألعاب أولمبية شتوية 1994 | الفائزون  | جدول الميداليات                                       | ليلهامر، النرويج                                 | 61                     | 61                 | 61                 | 61                 | 183n               | مانويلا دي سينتا (إيطاليا) (2–2–1) | ليوبوف يغوروفا (روسيا) (3–1–0) · يوهان أولاف كوس (النرويج) (3–0–0) |
| ألعاب أولمبية شتوية 1998 | الفائزون  | جدول الميداليات                                       | ناغانو، ناغانو، اليابان                          | 68                     | 69                 | 68                 | 68                 | 205                | لاريسا لازوتينا (روسيا) (3–1–1) | لاريسا لازوتينا (روسيا) (3–1–1) · بيورن ديلي (النرويج) (3–1–0) |
| ألعاب أولمبية شتوية 2002 | الفائزون  | جدول الميداليات                                       | سولت ليك سيتي، الولايات المتحدة                  | 78                     | 80                 | 76                 | 78                 | 234                | أولي أينار بيورندالين (النرويج) (4–0–0) · يانيتسا كوستيليتش (كرواتيا) (3–1–0) | أولي أينار بيورندالين (النرويج) (4–0–0) |
| ألعاب أولمبية شتوية 2006 | الفائزون  | جدول الميداليات                                       | تورينو، إيطاليا                                  | 84                     | 84                 | 84                 | 84                 | 252                | سيندي كلاسن (كندا) (1–2–2) | آن هيونسو (كوريا الجنوبية) (3–0–1) · ميخائيل غرايس (ألمانيا) (3–0–0) · جن سونيو (كوريا الجنوبية) (3–0–0) |
| ألعاب أولمبية شتوية 2010 | الفائزون  | جدول الميداليات                                       | فانكوفر، كندا                                    | 86                     | 86                 | 87                 | 85                 | 258                | ماريت بيورغن (النرويج) (3–1–1) | ماريت بيورغن (النرويج) (3–1–1) · وانغ منغ (الصين) (3–0–0) |